# Кіренійський замок
Кіренійський замок (грец. Κάστρο της Κερύνειας) — замок XVI століття, розташований в східній частині старої гавані Кіренії. Побудований венеційцями на укріпленнях хрестоносців. Усередині кріпосних стін розташовані каплиця XII століття та Музей корабля, в якому виставлені залишки кіренійського корабля IV століття до нашої ери.

## Історія

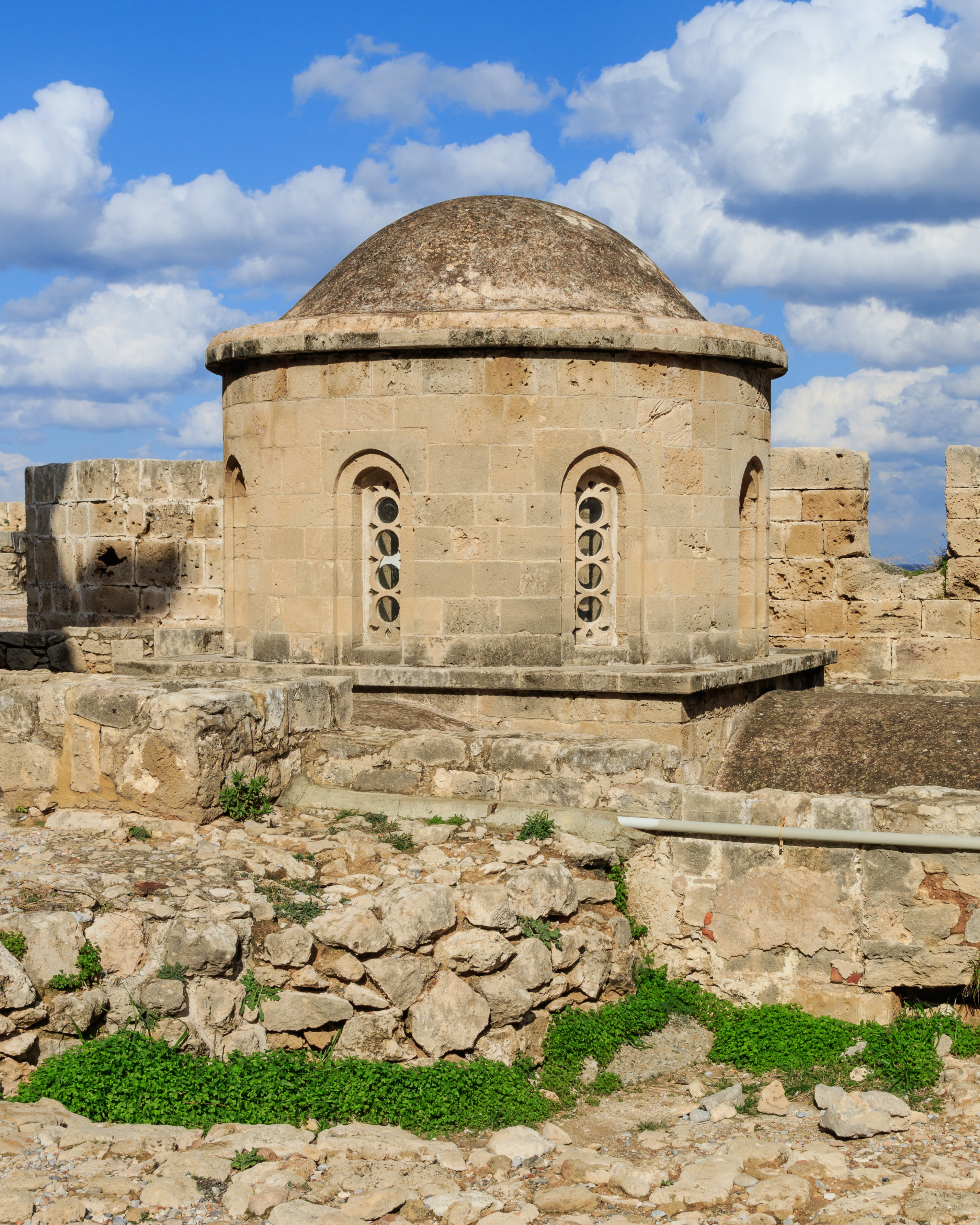
Візантійська каплиця всередині фортеці

Хоча фортеця на місці сучасного замку існувала ще в період Стародавнього Риму, найстародавніші частини сучасних укріплень відносяться до VII століття, коли  візантійцями побудована фортеця для оборони гавані від арабських нападів. Згодом фортеця служила резиденцією Ісаака Комніна, який сховався в ній від  Річарда Левове Серце, але в підсумку віддав острів останньому, який передав Кіпр династії Лузіньянів. За наказом останніх замок в 1208-1211 був значно розширено Жаном д'Ібеліном, в результаті чого до терену замку увійшла візантійська каплиця Святого Георгія XII століття, зведені нові кутові вежі, парадний вхід в замок і королівська резиденція, де кіпрські королі ховалися від нападів генуезців в 1373 році під час Кіпро-генуезької війни, коли замок був частково зруйнований, і в середині XV століття, коли безуспішна облога замку тривала кілька років.
Після переходу Кіпру під владу Венеції в 1489 році, замок перебудований в 1540, коли була посилена потужність веж, а стіни пристосовані для розміщення сучасних гармат. Проте в 1570 гарнізон замку капітулював перед османською армією. Після захоплення Кіпру османами замок став використовуватися тільки як військова база, і з нього були виселені цивільні жителі.
Коли Кіпр відійшов до Великої Британії в 1878, замок став поліцейською базою.
У 1950 замок відданий Кіренійському департаменту старожитностей, але незабаром, після хвилювань, спровокованих ЕОКА, повернутий під військові потреби.
У 1959 департамент відновив володіння, і з отриманням незалежності в 1960 замок відкритий для відвідування, хоча в 1963-1967 в ході греко-турецьких хвилювань в ньому розміщувалися сили  Кіпрської національної гвардії.
Після переходу Кіренії до ТРПК в 1974 в замку розміщений музей, де, крім виявленого в 1965 Кіренійського корабля, виставлені ікони, конфісковані з церков в околицях міста й археологічні знахідки.